# Киприану, Спирос
Спи́рос Ахиллеос Киприану́, греч. Σπύρος Κυπριανού; 28 октября 1932, Лимасол, Кипр — 12 марта 2002, Никосия, Кипр) — президент Кипра с 3 сентября 1977 по 28 февраля 1988 года.

## Биография
Получил экономическое и юридическое образование в Лондоне. Там же начал свою политическую деятельность, основав Национальный Союз кипрских студентов в Англии (E.F.E.K.A.) и став его первым президентом. В 1950-е годы активно участвовал в борьбе за независимость Кипра, подвергался преследованиям со стороны британских колониальных властей, жил в эмиграции, участвовал в переговорах о предоставлении Кипру независимости. До получения Кипром независимости работал в представительствах Кипрской православной церкви в Лондоне и Нью-Йорке, с 1952 года был секретарём архиепископа Макариоса.
С августа 1960 года министр юстиции, через несколько дней также министр иностранных дел Кипра (до 1972 года). В этом качестве руководил комитетом министров иностранных дел Совета Европы с апреля по декабрь 1967 года. В сентябре 1964 года заключил соглашение с СССР о военной помощи. 5 мая 1972 года ушёл в отставку, после этого работал юристом. В 1974 году руководил делегацией, ведшей переговоры с первым после свержения хунты демократическим правительством Греции Константиноса Караманлиса.
12 мая 1976 года основал Демократическую партию Кипра, которая на парламентских выборах 5 сентября получила 21 мандат из 35. После этого стал председателем Палаты представителей.
После того, как 3 августа 1977 года президент Макариос умер, в соответствии с конституцией стал исполнять обязанности президента. 3 сентября 1977 года избран Палатой представителей завершить президентский срок Макариоса. 28 февраля 1978 года, поскольку Киприану оказался единственным кандидатом на всенародных президентских выборах, было решено автоматически без голосования продлить его полномочия на полный пятилетний срок. 13 февраля 1983 года избран на второй срок в первом туре выборов, получив 56,54 % голосов. В 1988 году проиграл, заняв с небольшим отрывом лишь третье место, уже в первом туре выборов, на которых во втором туре победил выдвинутый коммунистами Георгиос Василиу.
26 мая 1996 года был вновь избран председателем Палаты представителей. В 2000 году ушёл в отставку и вскоре умер от рака. Его преемником на посту руководителя Демократической партии стал Тассос Пападопулос.
Был женат и имел двух сыновей. Младший, Маркос Киприану (1960 г.р.), активно участвует в политике: в марте 2003 — апреле 2004 был министром финансов, а в марте 2008 — июле 2011 министром иностранных дел Кипра.